# Стюарт рятує свою сім'ю
Стюарт рятує свою сім'ю (англ. Stuart Saves His Family) — американська комедія 1995 року.

## Сюжет
Стюарт Смайллі, ведучий телепередачі для людей не впевнених у собі, з усіх сил намагався всім допомогти. Але в першу чергу необхідно було надати термінову допомогу його власній родині. Батькові алкоголіку, наркоманові брату, сестрі з надмірною вагою з її проблемами у відносинах з чоловіками. Коли ж померла тітка Паула і виникли труднощі з поділом будинку, який залишився у спадок, то Стюарту довелося повернутися в сім'ю, щоб спробувати врятувати родину.

## У ролях
- Ел Френкен — Стюарт Смайллі
- Лора Сан Джакомо — Джулія
- Вінсент Д'Онофріо — Донні
- Ширлі Найт — мати
- Харріс Юлін — тато
- Леслі Бун — Джоді
- Джон Лінк Грені — Кайл
- Марджорі Ловетт — Тітка Паула
- Волтер Роблз — дядько
- Ерік Корд — дядько
- Денвер Маттсон — дядько
- Грант Гувер — юний Стюарт
- Корі Мілано — юний Донніе
- Мішель Хорн — юна Джоді
- Харріс Ласкевей — містер Дімміт